# Mary Anderson (Schauspielerin, 1918)
Mary Bebe Anderson (* 3. April 1918 in Birmingham, Alabama; † 6. April 2014 in Burbank, Kalifornien) war eine US-amerikanische Schauspielerin.

## Leben
Mary Anderson wollte eigentlich die Rolle der Scarlett O’Hara in Vom Winde verweht spielen, musste sich jedoch im Film mit der kleinen Nebenrolle der Maybelle Merriwether zufriedengeben. Dennoch konnte sie sich im Hollywood der 1940er-Jahre als erfolgreiche Nebendarstellerin etablieren. An der Seite von Jennifer Jones spielte sie 1943 in dem oscarprämierten Drama Das Lied von Bernadette über das Leben der Heiligen Bernadette. Den größten Erfolg ihrer Karriere feierte Anderson ein Jahr später: In Alfred Hitchcocks Thriller Das Rettungsboot war sie in der Rolle einer Krankenschwester zu sehen, die mit anderen Schiffbrüchigen auf einem Rettungsboot über den Ozean treibt. Ab Mitte der 1950er-Jahre trat Anderson hauptsächlich in Fernsehproduktionen auf. So spielte sie 1964 in zwölf Folgen der Fernsehserie Peyton Place. 1980 zog sie sich von der Schauspielerei zurück. Mary Anderson spielte insgesamt in 31 Filmen und 22 Fernsehproduktionen.
Mary Anderson führte ihre erste Ehe von 1940 bis 1950 mit Leonard Behrens, sie wurde geschieden. In zweiter Ehe war sie von 1953 bis zu seinem Tod 1974 mit dem Kameramann Leon Shamroy verheiratet. Marys einziges Kind starb im Juli 1956 im Alter von zwei Monaten. Ihr jüngerer Bruder war der Schauspieler James Anderson (1921–1969). Mary Anderson besitzt einen Stern auf dem Hollywood Walk of Fame (1646 Vine Street) für ihre Filmarbeit. Mary Anderson starb am 6. April 2014 in einem Hospiz in Burbank, Kalifornien, drei Tage nach ihrem 96. Geburtstag. Zuvor hatte sie bereits mehrere leichte Herzanfälle erlitten.

## Filmografie (Auswahl)
- 1939: Die Frauen (The Women)
- 1939: Vom Winde verweht (Gone with the Wind)
- 1940: ’Til We Meet Again
- 1940: Hölle, wo ist dein Sieg? (All This, and Heaven Too)
- 1940: Der Herr der sieben Meere (The Sea Hawk)
- 1940: Ein Mann mit Phantasie (A Dispatch from Reuter’s)
- 1941: Cheers for Miss Bishop
- 1943: Das Lied von Bernadette (The Song of Bernadette)
- 1944: Das Rettungsboot (Lifeboat)
- 1944: Wilson
- 1946: Mutterherz (To Each His Own)
- 1947: Whispering City
- 1950: Der Gangsterboß von Rocket City (The Underworld Story)
- 1950: Der letzte Freibeuter (Last of the Buccaneers)
- 1951: Die Faust der Vergeltung (Passage West)
- 1951: Fernruf aus Chicago (Chicago Calling)
- 1953: Gefährliche Überfahrt (Dangerous Crossing)
- 1953: Der Richter bin ich (I, the Jury)
- 1958: Perry Mason (Fernsehserie, Folge 1x39)
- 1959: Jet Over the Atlantic
- 1962: Meine drei Söhne (My Three Sons, Fernsehserie, Folge 2x34)
- 1964: Peyton Place (Fernsehserie, 14 Folgen)
- 1965: Daniel Boone (Fernsehserie, Folge 2x12)
- 1980: Noch mehr Rauch um überhaupt nichts (Cheech and Chong’s Next Movie)